# Liberei

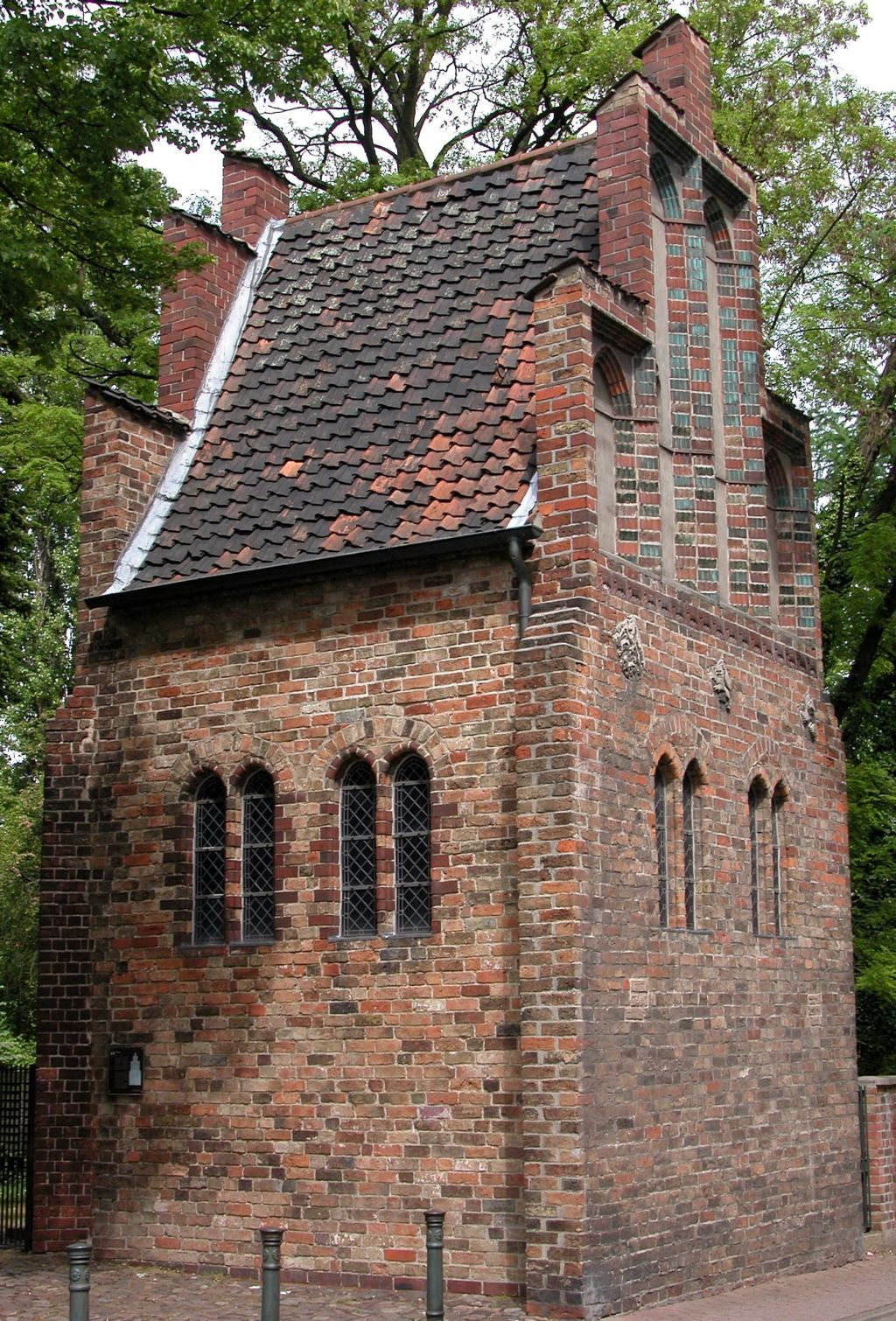
Südwestansicht der Liberei

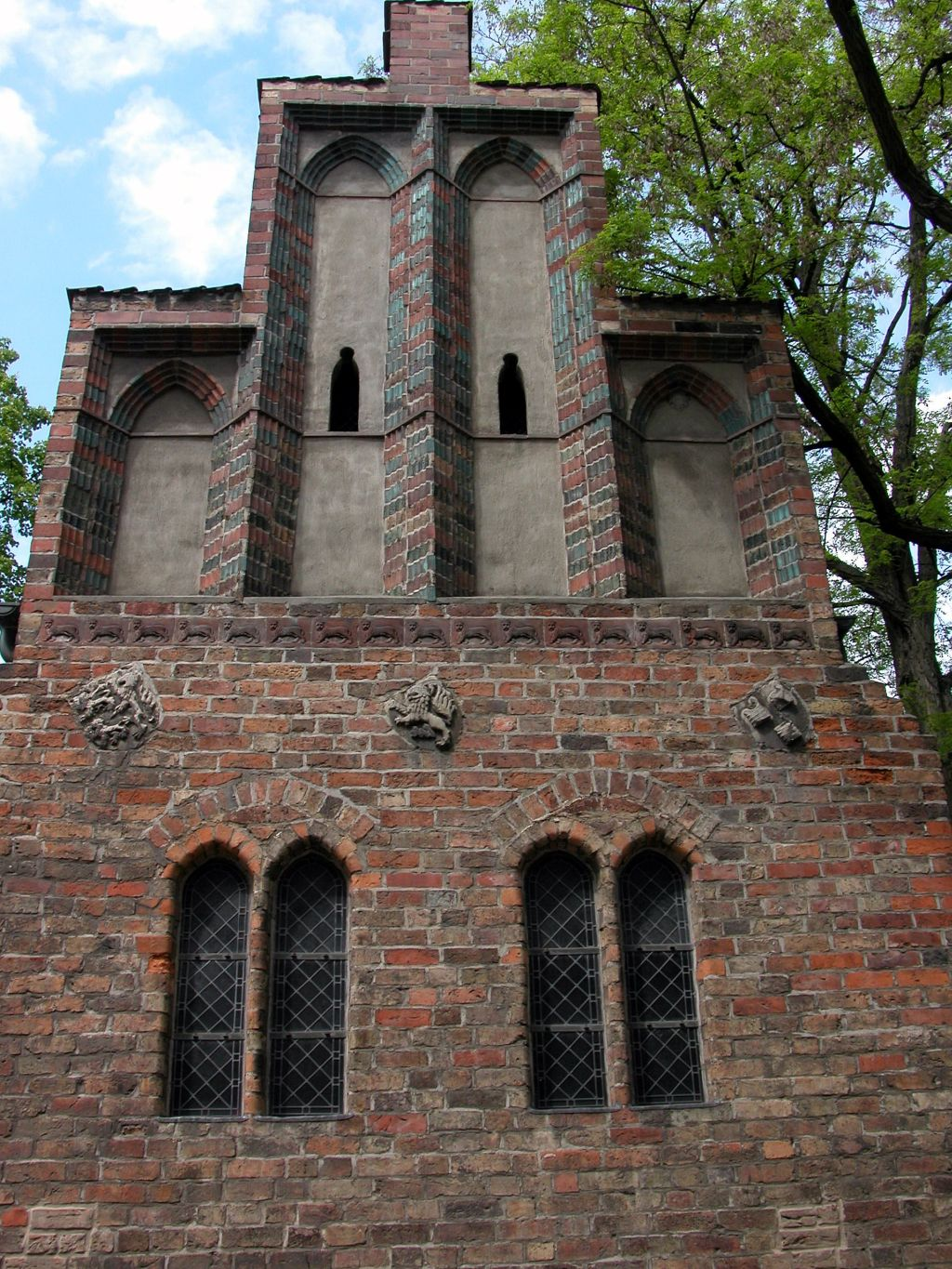
Südgiebel mit Blendnischen, Schmuckfries und Wappen

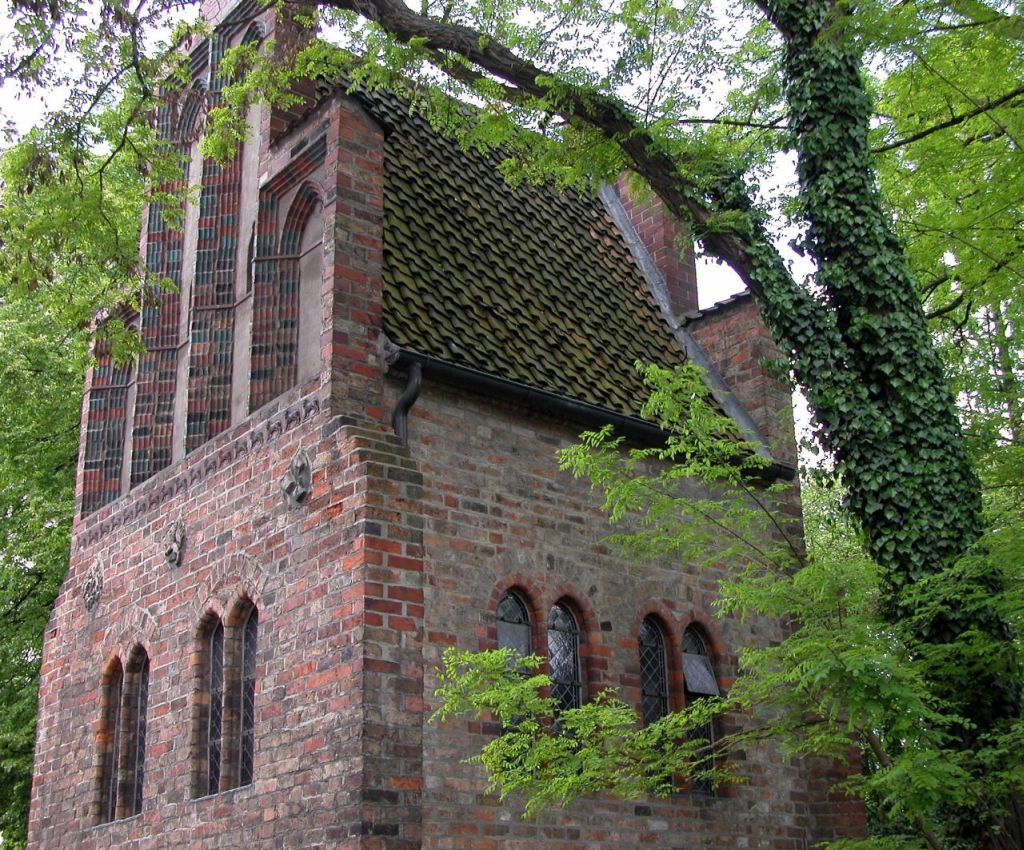
Südostansicht

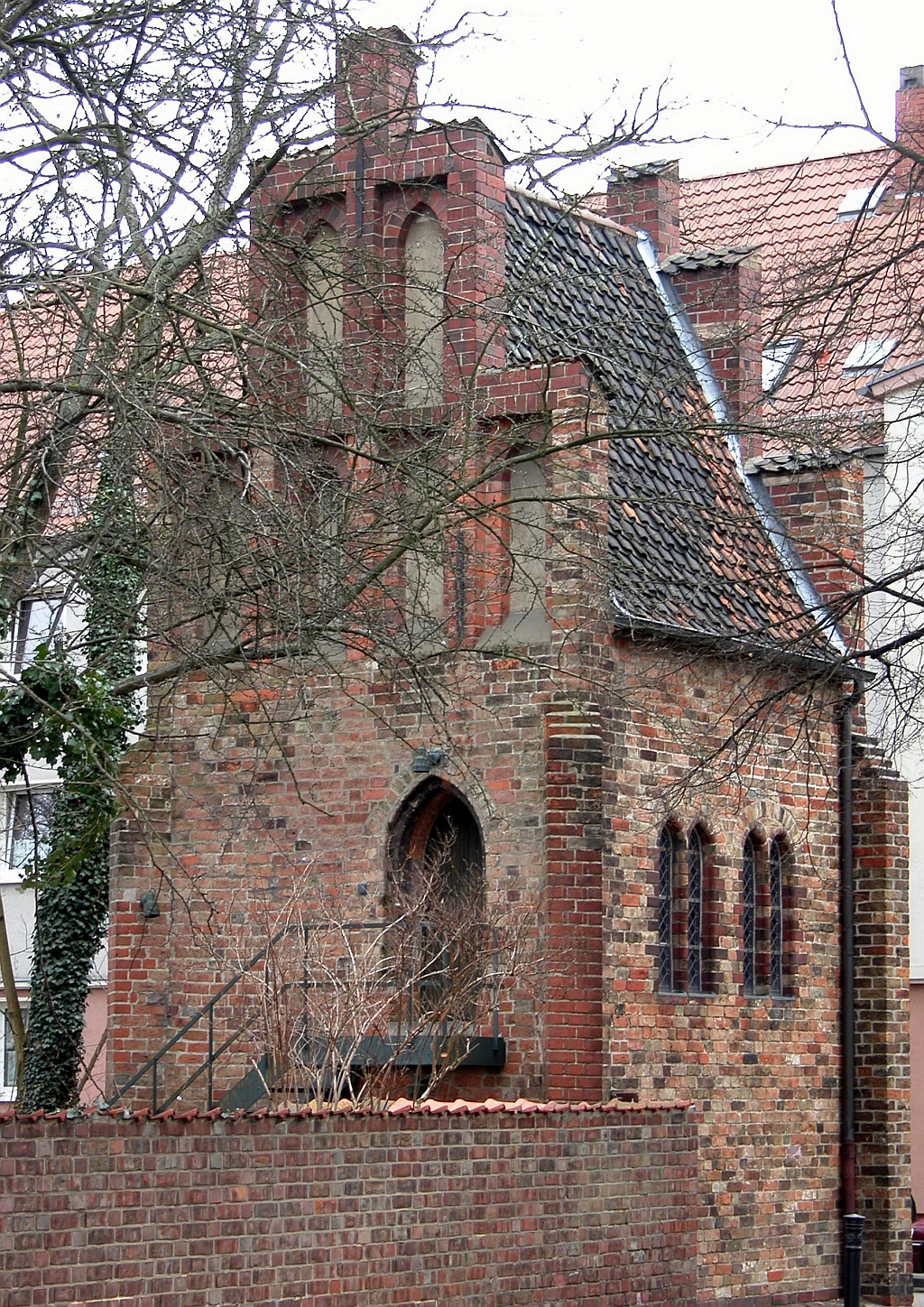
Schmucklose Nordseite mit Eingang und moderner Metalltreppe (2006)

Die Liberei, auch Liberey oder Andreana genannt, in Braunschweig gilt als ältester freistehender Bibliotheksbau nördlich der Alpen. Er wurde zwischen 1412 und 1422 in der Kröppelstraße im Weichbild Neustadt, nur wenige Meter südöstlich der Andreaskirche errichtet. Durch Schenkungen, unter anderem von Johann Ember und vor allem Gerwin von Hameln, war die Bibliothek über die Grenzen der Stadt bekannt und galt bis zu ihrer Auflösung 1753 mehr als 300 Jahre lang als eine der bedeutendsten Bücher- und Handschriftensammlungen im norddeutschen Raum.
Die Schenkung von 336 Bänden durch Gerwin von Hameln im Jahre 1495 markiert gleichzeitig Höhe- und auch Wendepunkt in der Geschichte der Bibliothek. Nach Gerwins Tod kam es über Jahrzehnte zu Streitigkeiten zwischen dem Stadtrat und Gerwins Erben, sodass Gebäude und Buchbestand dauerhaft Schaden durch Vernachlässigung und Diebstahl nahmen. Obwohl zeitgenössische Gelehrte wie Johannes Bugenhagen im 16. oder Hermann von der Hardt im beginnenden 18. Jahrhundert sowohl auf die Bedeutung der Liberei als Quelle des Wissens als auch auf ihren bedrohten Zustand hinwiesen, war ihr Niedergang nicht mehr aufzuhalten. 1753 wurden die Restbestände in eine größere Bibliothek überführt. Nach heutigem Forschungsstand sind noch 137 Bände aus Gerwins Nachlass erhalten.
Der kapellenartige Backsteinbau misst im Grundriss nur 5,50 Meter × 5,14 Meter. Das Gebäude wurde im Zweiten Weltkrieg schwer beschädigt und erst ab 1963 restauriert. Die Liberei ist das einzige Zeugnis mittelalterlicher Backsteingotik in der Stadt und dürfte zudem das älteste erhaltene Gebäude in Deutschland sein, das ausschließlich als Bibliothek erbaut wurde. Das Bauwerk steht heute unter Denkmalschutz.

## Geschichte

### Ursprung
Die Ursprünge der Bibliothek gehen auf das Ende des Jahres 1309 zurück. Kurz zuvor war Magister Jordanus, Pfarrer der Andreaskirche, verstorben und hatte seiner Pfarrkirche testamentarisch „auf ewige Zeiten“ seine Sammlung von 18 Handschriften hinterlassen.
Im Degedingebuch der Neustadt wurden die Titel einzeln aufgeführt und dazu vermerkt:

„Dit sint de boke, de mester Jordan, de pernere was to sunte Andreas, deme god gnedich si, heft ghegheven sine nakomelinghen unde eren cappellanen to erer nut to brukende. unde se scullen ewelike bliwen bi der parren. […]“

„Das sind die Bücher, die Meister Jordan, der zu St. Andreas Pfarrer war, dem Gott gnädig sei, seinen Amtsnachfolgern und deren Kaplänen zu ihrem Nutzen zu Gebrauch gegeben hat. Und sie sollen für immer in der Pfarre/Diözese bleiben … […]“

Die Bedeutung dieser Sammlung lässt sich daran ermessen, dass seine Nachfolger, allen voran Magister Bruno Luckemann als unmittelbarer Amtsnachfolger (1310–1336), gegenüber dem Dekan des St. Blasiusstiftes als Inhaber des Patronats der Andreaskirche, eine Urkunde unterzeichnen musste, die nicht nur die einzelnen Titel des Bestandes aufführte, sondern auch die Verpflichtung enthielt, diese der Kirche unversehrt zu erhalten und keinesfalls zu verkaufen. Abschließend musste jeder Nachfolger eine Kaution für die Bibliothek hinterlegen. Das von Magister Bruno am 18. Mai 1310, also knapp sechs Monate nach dem Tod des Bibliotheksgründers Jordanus, unterzeichnete Dokument enthält die älteste Auflistung des Bestandes.
Auf Magister Bruno Luckemann folgte Ortghisus, der ein ähnliches Dokument am 10. Oktober 1336 unterzeichnete und mit ihm einen Bestand von vier weiteren Titeln aus dem Besitz seines Vorgängers übernahm. Auf Ortghisus († 1358) folgten Klaus von Solvede († um 1360) und Ludolf von Steinfurt († wohl 1393), aus deren Zeit aber über die Bibliothek keine Nachrichten überliefert sind. Der Nachfolger Steinfurts war Johann Ember.

### Stiftung
Ember, seit ca. 1399 Pfarrer der Andreaskirche, ließ 1412 einen Vertrag aufsetzen, von dem ein Entwurf erhalten ist. In ihm wird erstmals der Bau eines eigenen Gebäudes für die Bibliothek der Andreaskirche erwähnt:

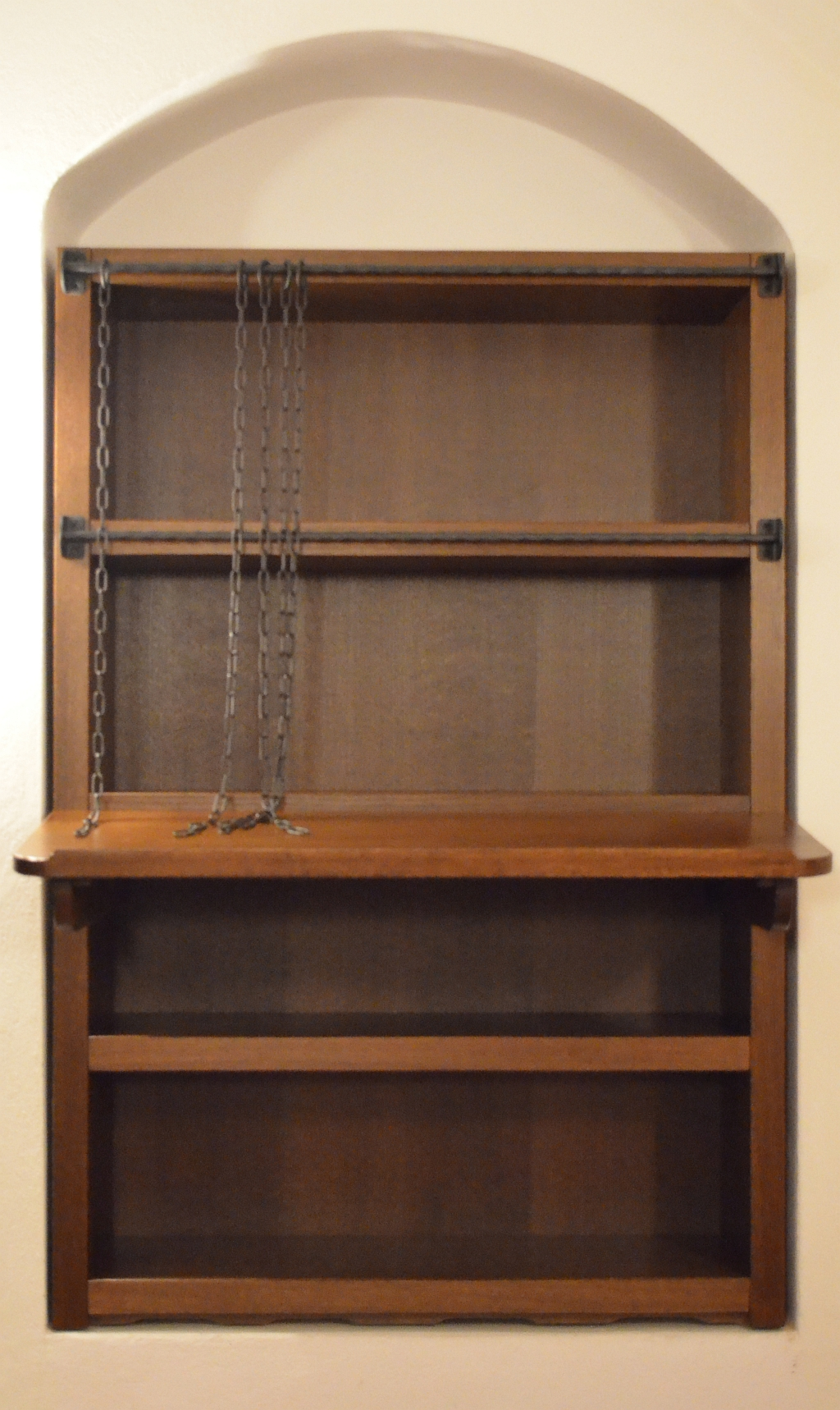
Rekonstruiertes Pultregal für Kettenbücher in der 1. Etage

„De anno domini M0CCCC0XII0 / Ek her Johan Ember, regerer der parrekerken sante Andreas to Brunswyk, / hebbe to ghetekent und gegheven myner vorscreven kerken to brukinge des perners / und syner cappelane ychteswelke boke to blivende in eynem / huse, dat me noch buwen schal to ewyghen tyden, […] Wes / dar vorder to behof were to dem buwe des huses, dat wil ik, her Johan Ember, / eddir myne vormundere van mynem gude ghentzliken vulbryngen und utgheven, […]“

„Im Jahre des Herrn M0CCCC0XII0 [1412] / Ich, Herr Johann Ember, der Leiter der Pfarrkirche Sankt Andreas zu Braunschweig, habe zugeeignet und gegeben meiner vorgenannten Kirche zu Gebrauch des Pfarrers und seiner Kapläne einige Bücher [die] in einem Haus [ver]bleiben sollen, das man noch bauen soll zu ewiger Überdauerung, […] Was darüber hinaus zum Bau des Hauses notwendig ist, das will ich, Herr Johann Ember, oder meine Vorsteher/Verwalter von meinem Besitz vollständig zu Ende bringen und bezahlen, […]“

Johann Ember, Bücherliebhaber und -sammler des ausgehenden Mittelalters, wollte also das Gebäude stiften und für dessen Baukosten aufkommen. Darüber hinaus verpflichtete er sich, den Bibliotheksbestand zu erweitern. Von den Kirchenältesten verlangte Ember lediglich eine Beteiligung von zehn Mark. Darüber hinaus regelte der Vertrag die Aufbewahrungsmodalitäten der Werke. So war jede der Handschriften mit einer Kette zu sichern und auf einem Pult zu lagern. Die Schlüssel, mit denen die Bände von den Ketten gelöst werden konnten, befanden sich im Besitz des Rates der Neustadt und der Kirchenältesten. Diesem Personenkreis oblag vertraglich auch die Führung eines Verzeichnisses des Bibliotheksbestands sowie dessen mehrmalige Kontrolle im Laufe eines Jahres. Der Schlüssel zum Gebäude selbst befand sich ausschließlich in der Obhut des jeweiligen Pfarrers von St. Andreas.
Ausdrücklich verfügte Ember, dass die Bücher neben dem Klerus der Stadt auch „allen sonstigen ehrwürdigen Personen“ zugänglich sein sollten. Des Weiteren bestimmte er, dass – außer ihm selbst – niemand Bände entleihen oder entfernen dürfe. Es handelte sich also um eine Präsenzbibliothek. Für sich selbst beanspruchte Ember das Recht, maximal zwei Bücher gleichzeitig ausleihen zu können, wobei die Kirchenältesten jeweils vorher davon zu unterrichten waren. Schließlich enthielt die Urkunde auch zwei Bestandslisten mit ausführlichen Beschreibungen, zum einen die derjenigen Handschriften, die sich bereits von alters her in der Kirchenbibliothek befunden hatten, zum anderen jene, die Johannes Ember von seinem Vorgänger Ludolf von Steinfurt übernommen hatte, und schließlich eine Liste des Bestandes, den er selbst der Liberei zu vermachen gedachte. Darin hatte er nicht nur die einzelnen Bände mit den darin enthaltenen Werken angegeben, sondern diese auch detailliert beschrieben, so z. B. deren äußere Kennzeichen, wie Einbandmaterial und Kennzeichnungen und ob es sich bei den Seiten um Papier oder Pergament handelte. Texte, die keinen eindeutigen Titel oder Verfasser hatten, hatte Ember durch ein Incipit gekennzeichnet.
Als „Gegenleistung“ für diese großzügige Stiftung wurde vertraglich vereinbart, dass zwei Mal im Jahr für Johann Ember und dessen Eltern Memorien in der Andreaskirche abgehalten würden.
Die „Alterleute“ der Andreaskirche, das heißt, der Kirchenvorstand, beteiligte sich mit zehn Mark an den Baukosten, während sich Ember verpflichtet hatte, für den Restbetrag aufzukommen. Um Pfingsten 1413 dürfte das Gebäude also im Rohbau fertiggestellt gewesen sein. Doch erst Mitte 1422, zehn Jahre nach Baubeginn, wurde das Dach gedeckt und die Inneneinrichtung eingebracht. Diese erhebliche Verzögerung bei der Fertigstellung wurde durch den sogenannten Braunschweiger Pfaffenkrieg verursacht. Wann die Bauarbeiten an der Liberei genau abgeschlossen wurden, lässt sich heute nicht mehr feststellen.
Nach der Fertigstellung handelte es sich um eine frühe Art „öffentlicher Bücherei“ und macht die Braunschweiger Liberei somit zu einer der ersten für die Allgemeinheit nutzbaren Bibliotheken auf deutschem Boden. In ihr wurde der schon damals große Buchbestand der Andreaskirche aufgenommen.

### Gebäude und Bibliotheksbestand

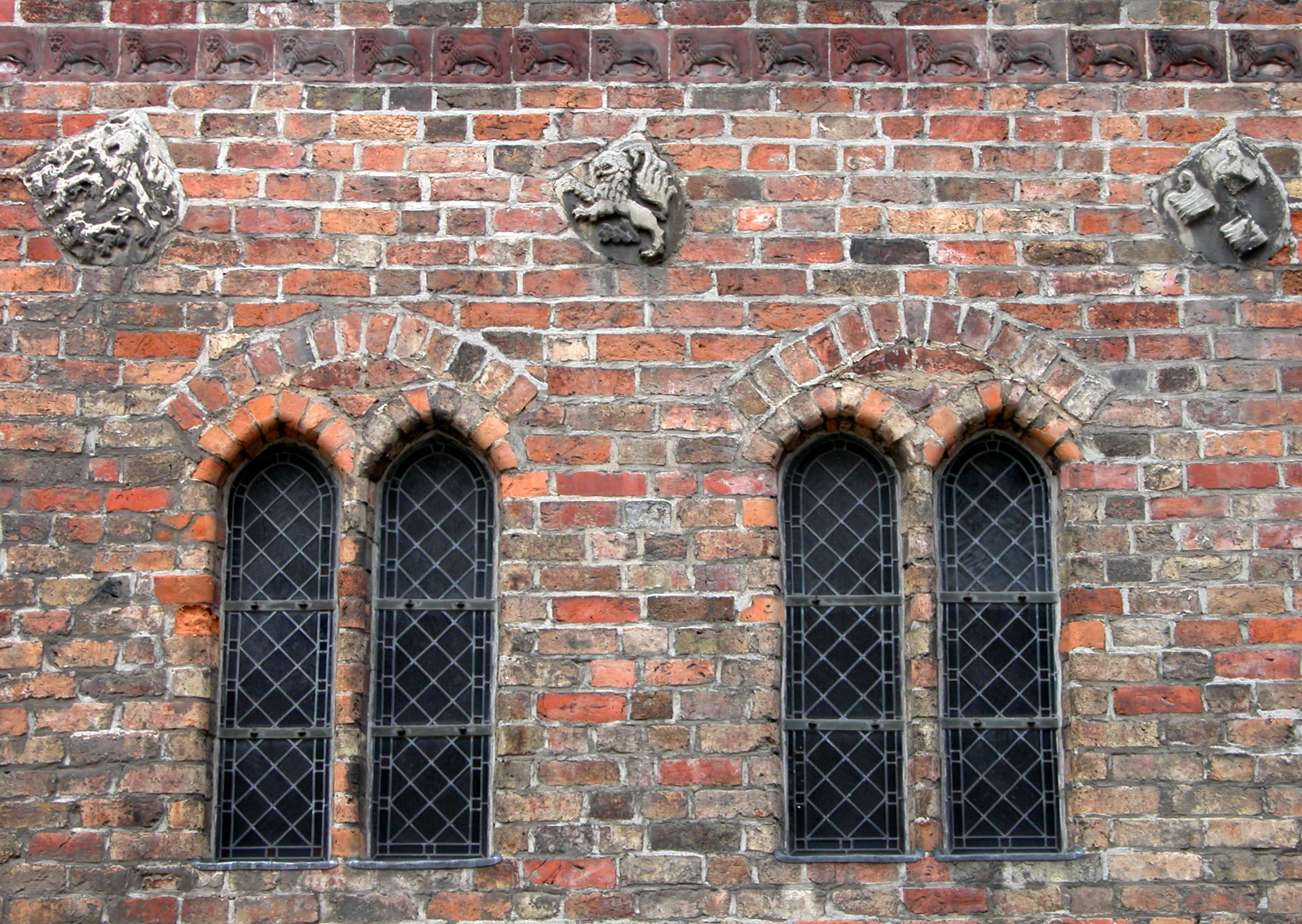
Ausschnitt der Südseite: Doppelfenster im Obergeschoss, Wappen und Löwenfries

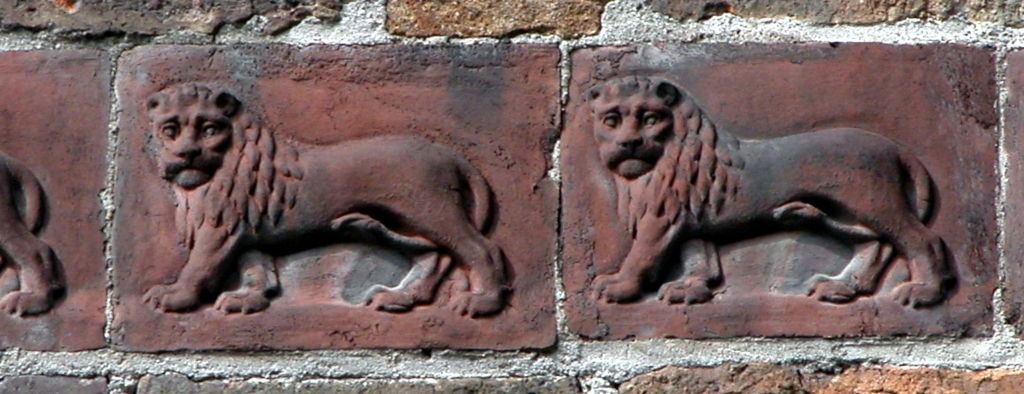
Löwenfries-Detail

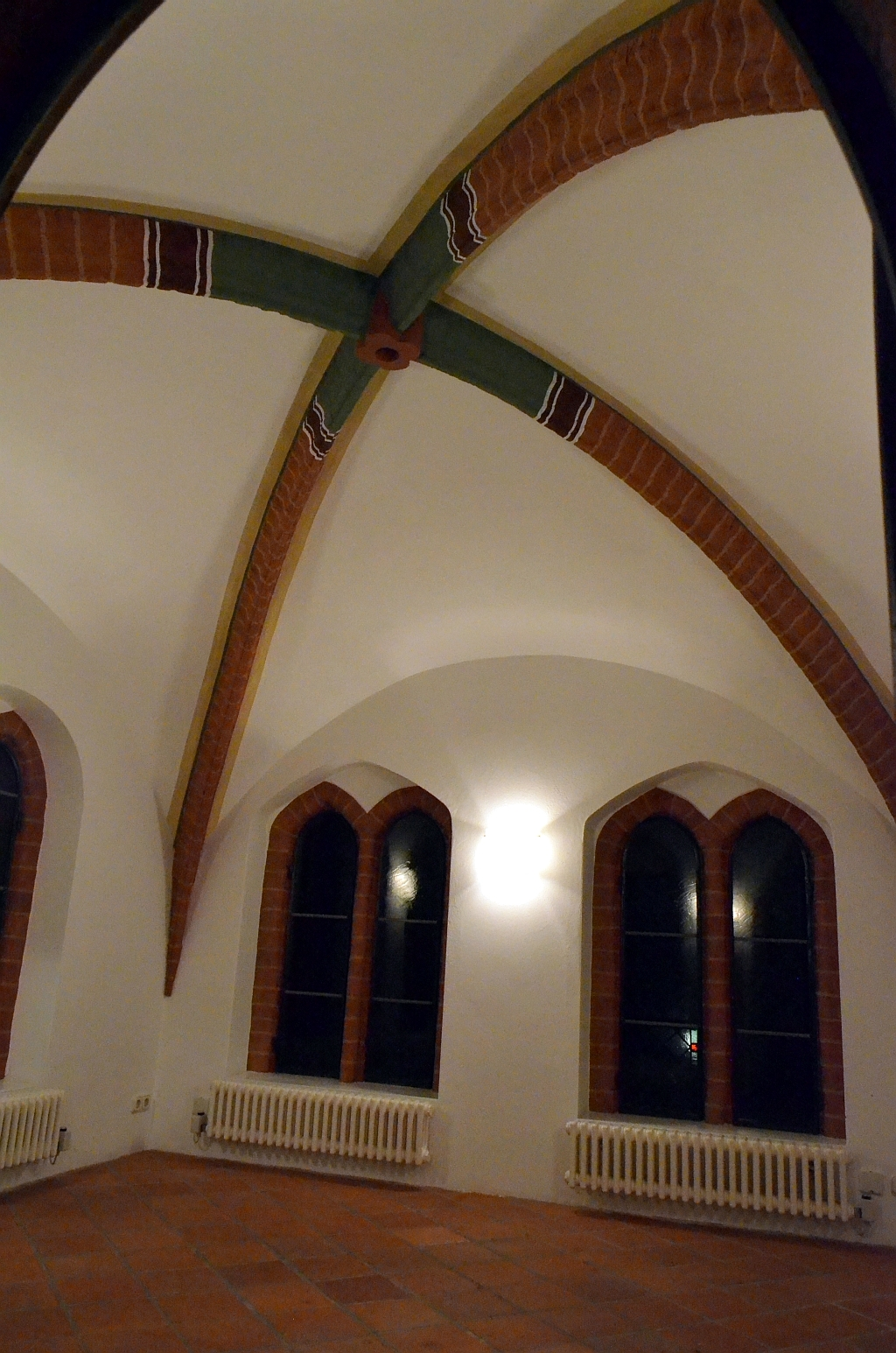
Innenraum, 1. Etage

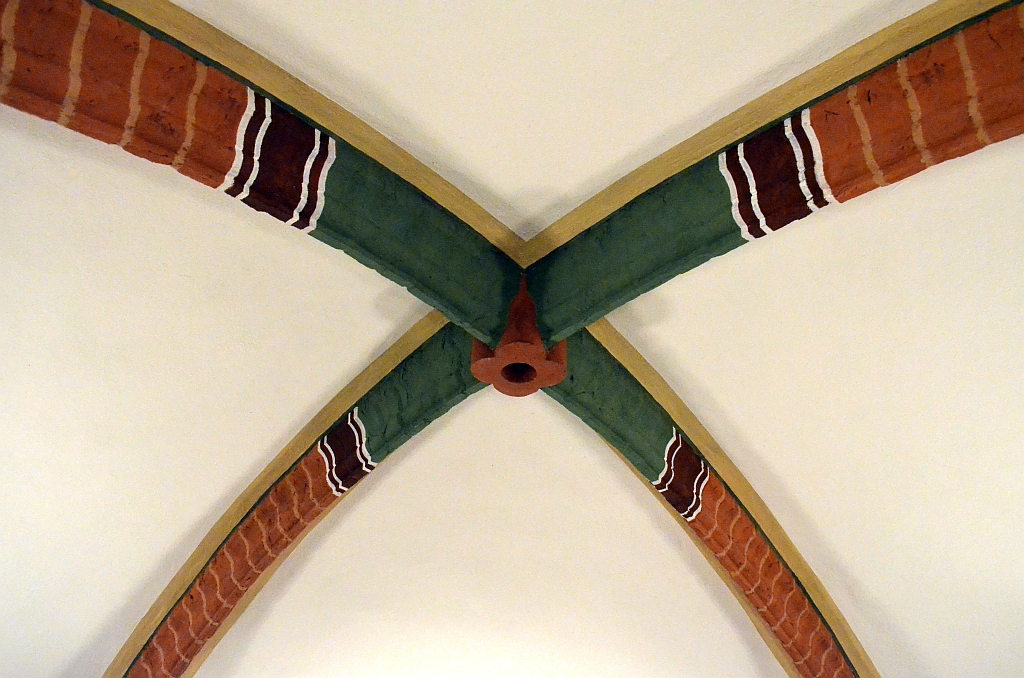
Restauriertes Kreuzrippengewölbe

Aquarell Ludwig Tackes von 1855: Am rechten Bildrand ist die Liberei.

Am 25. September 1412 wurde in einem Vertrag zwischen Ember, den Alterleuten und dem Lüneburger Baumeister Meister Heinrich, Werners Sohn im Detail geregelt, wie das Gebäude auszusehen habe und aus welchen Materialien es zu errichten sei. So wurde die Tiefe des Fundamentes, das Baumaterial (teygelsteyne = Ziegelstein), die Stärke der Mauern, die Anzahl der Fenster und Pfeiler, den Gewölbetyp sowie der Bau einer Steintreppe im Inneren festgelegt. Als Datum der Fertigstellung hatte man sich auf Pfingsten 1413 geeinigt.
Die Liberei wurde im Stil der norddeutschen Backsteingotik erbaut. Das Bauwerk hat einen besonderen Stellenwert, da es der einzige mittelalterliche Backsteinbau in Braunschweig ist und gleichzeitig zu den südlichst gelegenen im Verbreitungsgebiet der Backsteingotik gehört. Backsteine waren damals in der Stadt ungebräuchlich – in Braunschweig baute man hauptsächlich Fachwerkhäuser. Im Inneren befanden sich zwei rippengewölbte Geschosse, die getrennt voneinander von außen zugänglich waren. Das Untergeschoss war teilweise in die Erde gebaut und hatte lediglich auf der Ostseite kleine Doppelfenster.
Das Gebäude hat sowohl auf der Nord- als auch auf der Südseite gotische Treppengiebel mit glasierten Formsteinen und Reliefziegeln, die besonders die Senkrechten betonen. Zudem befinden sich auf der Südseite profilierte, spitzbogige Blendnischen. Unter diesen verläuft über fast die gesamte Gebäudebreite ein Schmuckfries mit 17 von rechts nach links schreitenden Löwen, die sich dem Betrachter zuwenden. Ob es sich dabei um den Braunschweiger Löwen handelt bzw. was die Bedeutung dieses Frieses ist, ist unbekannt. Unterhalb des Frieses sind drei Wappen angebracht. Der Zweck dieser Wappenaufreihung ist, wie die der schreitenden Löwen, nicht eindeutig geklärt und Gegenstand vielfältiger Spekulationen, z. B. in Bezug auf den Pfaffenkrieg und Embers Rolle darin. Es scheint aber sicher zu sein, dass das linke Wappen jenes Herzog Bernhards I. (bzw. des Blasiusstiftes) ist. Das mittlere stellt den Braunschweiger Löwen dar und symbolisiert den Rat. Ganz rechts befindet sich jenes des Auftraggebers des Bauwerkes, Pfarrer Johann Ember, dessen Name Zuber oder Eimer bedeutet und in dessen Wappen dementsprechend drei Eimer dargestellt sind.

#### Verzögerung der Fertigstellung
Wie vertraglich vereinbart, dürfte das Gebäude um Pfingsten 1413 im Rohbau fertig gestellt gewesen sein. Aber erst am 25. April 1422, zehn Jahre nach Baubeginn, gibt eine weitere Urkunde darüber Auskunft, dass sich Ember und die Kirchenältesten über die endgültige Fertigstellung des Baus verständigt hätten. Im Dokument explizit erwähnt wurde alles, was noch zum Abschluss der Arbeiten fehlte, nämlich Treppen, Fenster, Bänke, Pulte, Türen, Dach und Schlösser.
Verursacht wurde diese zehnjährige Verzögerung durch den Braunschweiger Pfaffenkrieg. Dieser innerstädtische „Krieg“ zwischen dem Blasiusstift und dem „Gemeinen Rat“ währte von 1413 bis 1420. Er wurde jedoch nicht mit Waffen, sondern mit Worten und kirchlichen Erlassen sowie gegenseitigen Bannen ausgetragen. Auslöser war der Streit um die Besetzung einer frei gewordenen Pfarrersstelle an St. Ulrici, woraus sich in der Folge noch ein weiterer Streit um die Einrichtung zweier neuer Lateinschulen anschloss. Daraus entspann sich ein insgesamt acht Jahre dauernder innerstädtischer Zwist. Während des Pfaffenkrieges waren zahlreiche Kirchen der Stadt, darunter die Andreaskirche, geschlossen. Wegen eines Banns gegen Johann Ember musste dieser 1413 aus Braunschweig an die Kurie des Gegenpapstes Johannes XXIII. fliehen und konnte erst 1420 wieder zurückkehren. In beiden Kirchen fand zeitweise über mehrere Jahre hinweg kein Gottesdienst mehr statt. So erklärt man sich auch die mehrjährige unfreiwillige „Baupause“ durch die Blockadehaltung der Andreasgemeinde. Dass es sich bei der Stiftung der Liberei um eine „Sühneleistung“ Embers, wie Meier und Steinacker vermuten, gehandelt haben soll, lässt sich durch die überlieferten Dokumente nicht stützen.
Wann genau die Bauarbeiten an der Liberei wieder aufgenommen wurden, wann sie vollständig beendet waren und wann das Gebäude schließlich seiner Bestimmung übergeben wurde, lässt sich nicht mehr feststellen. Nach der Fertigstellung war die Liberei eine frühe Art „öffentlicher Bücherei“ und somit eine der ersten von (einem, wenn auch sehr eingeschränkten Kreis) der Bevölkerung nutzbaren Bibliotheken auf deutschem Boden.
Die o. g. Urkunde vom 25. April 1422 ist darüber hinaus das letzte bekannte Dokument, das zu Embers Lebzeiten entstand. Eine erneute Kautionsurkunde vom 24. März 1424 nennt Ember bereits als „verstorben“ und ist von seinem Amtsnachfolger Ludolf Quirre unterzeichnet.

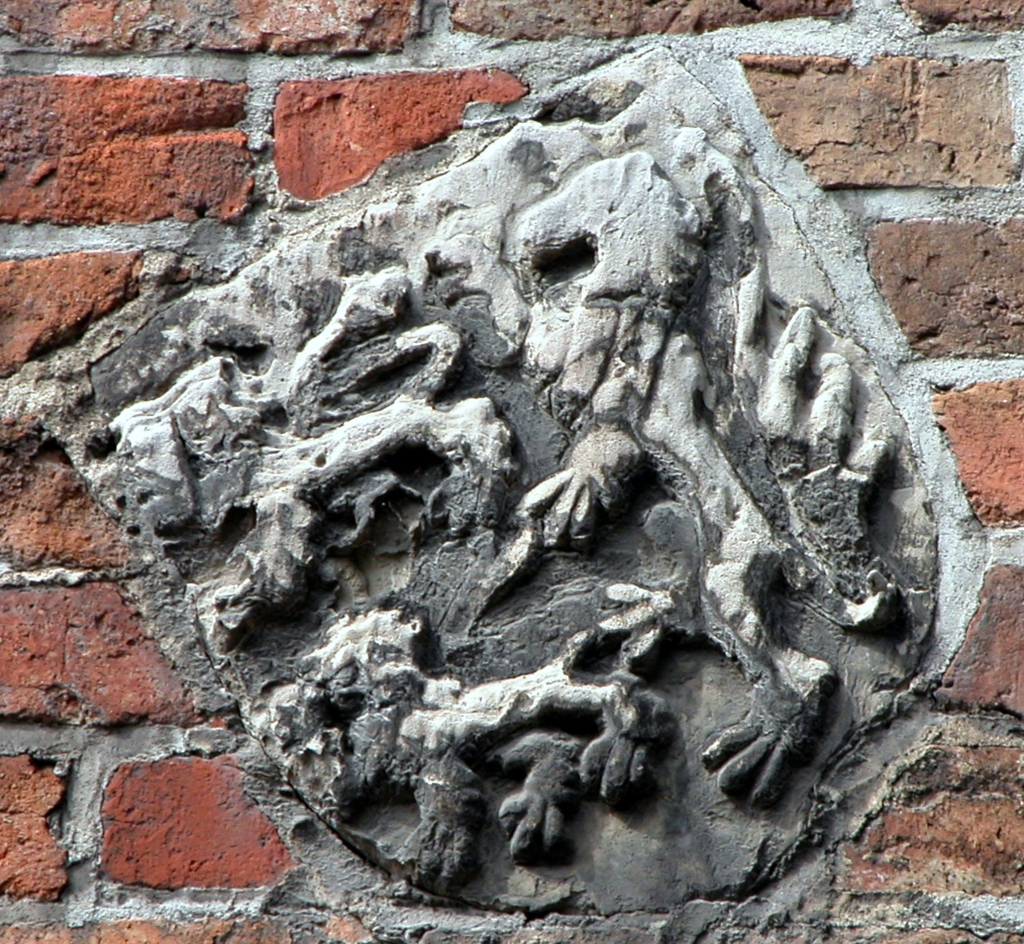
Herzogliches Wappen
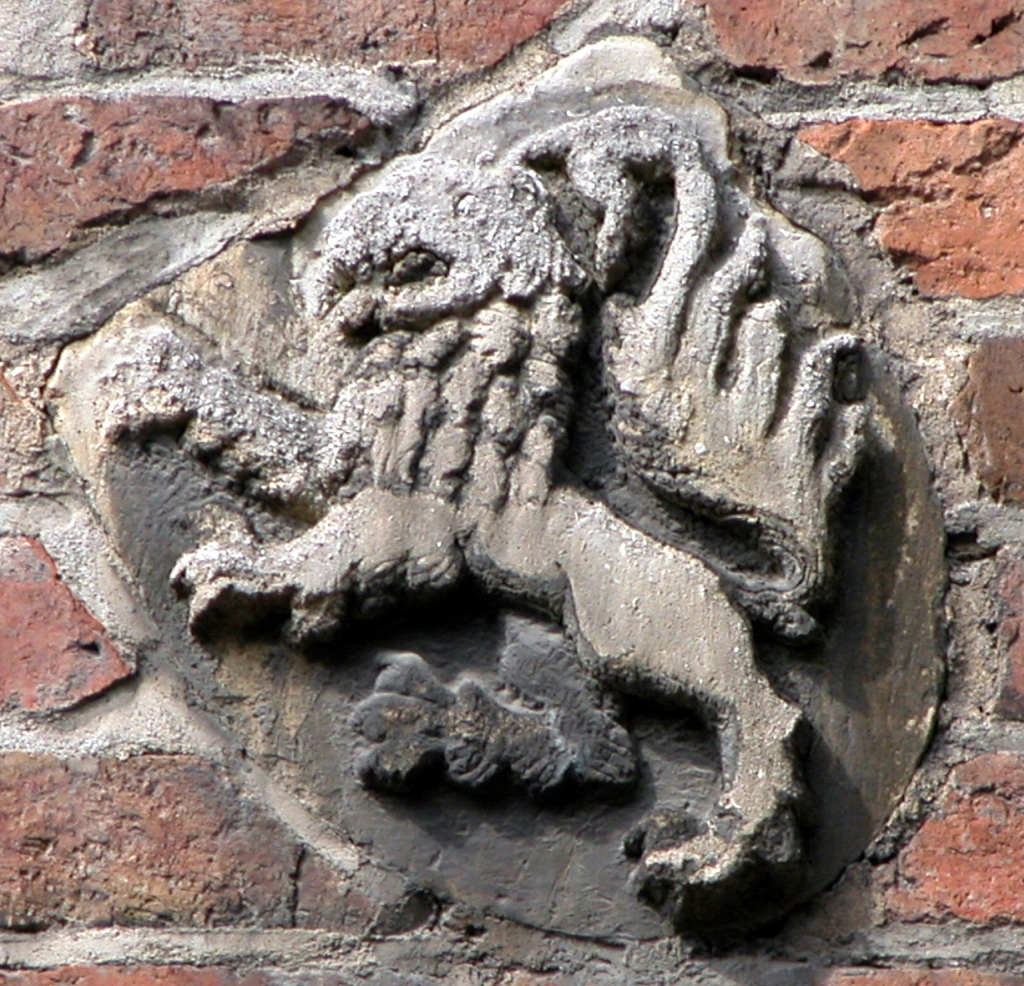
Ratswappen
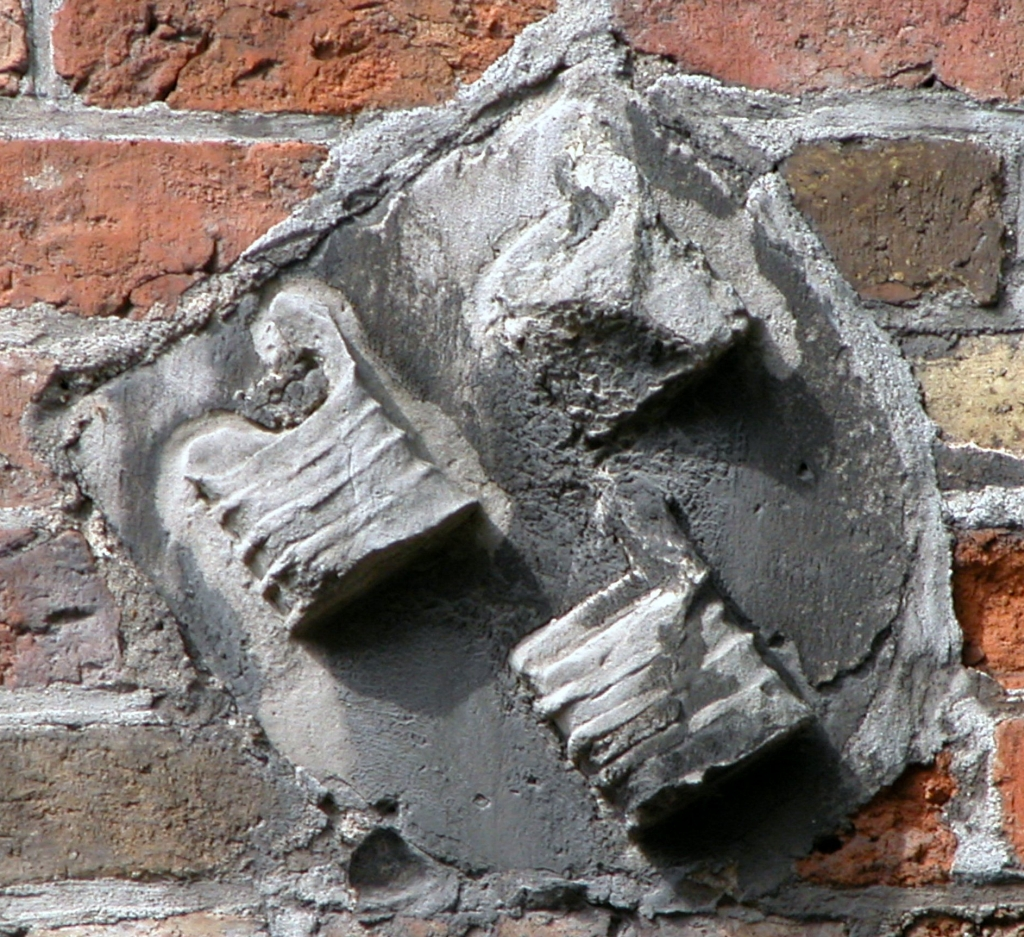
Vermutliches Wappen Johann Embers
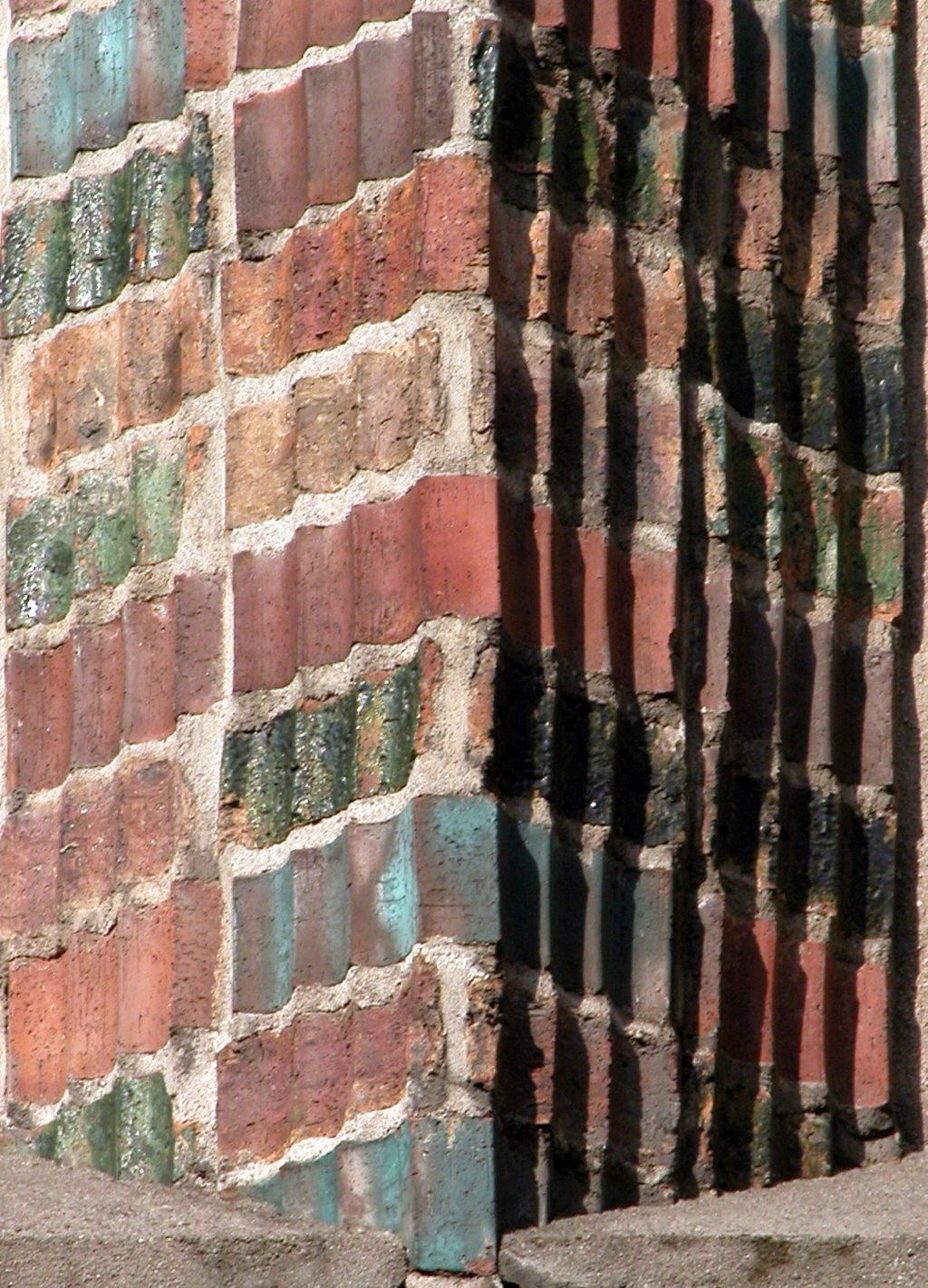
Glasierte Formziegel am Südgiebel

#### Schenkung Gerwins von Hameln

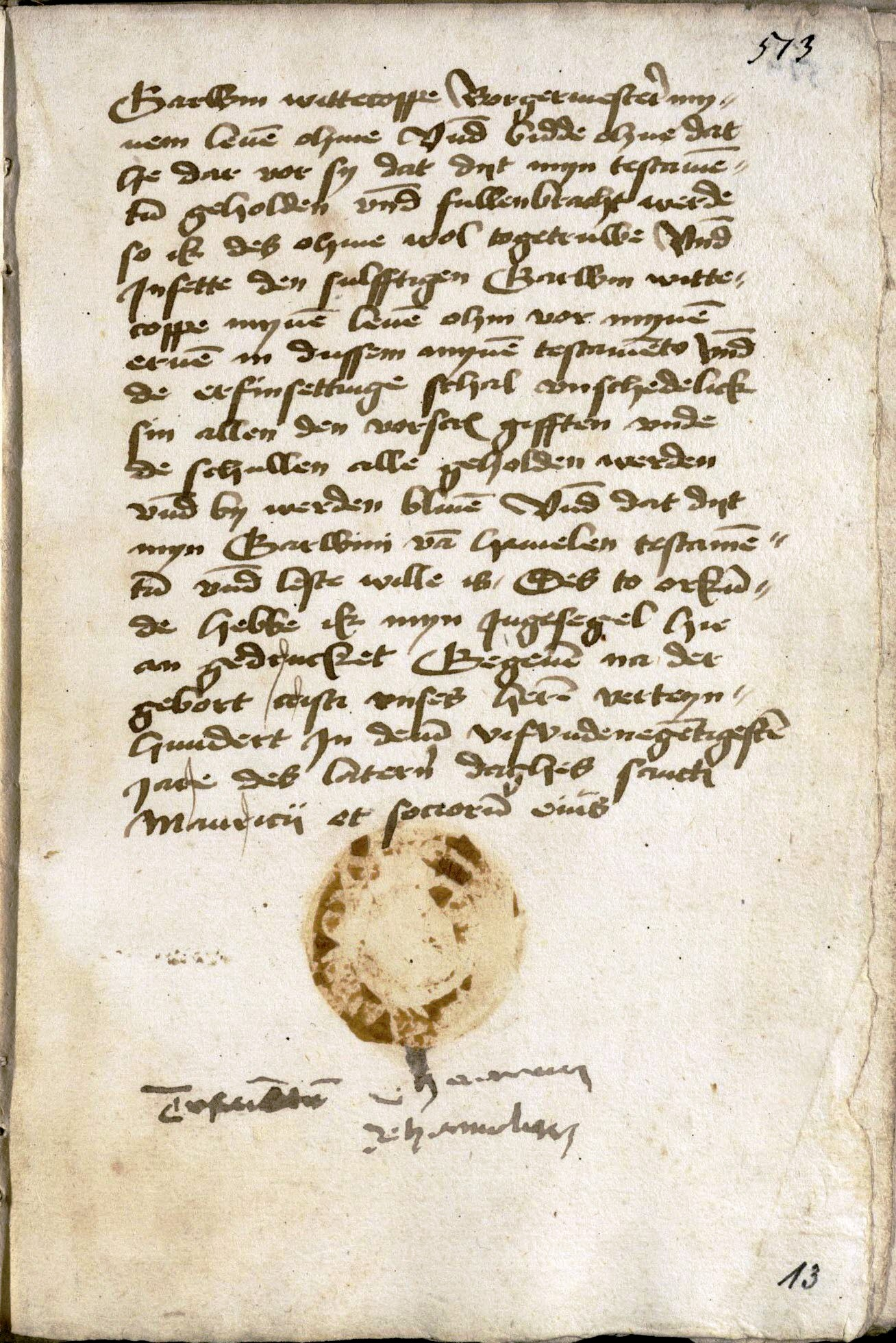
Letzte Seite aus dem Testament Gerwins von Hameln vom 23. September 1495

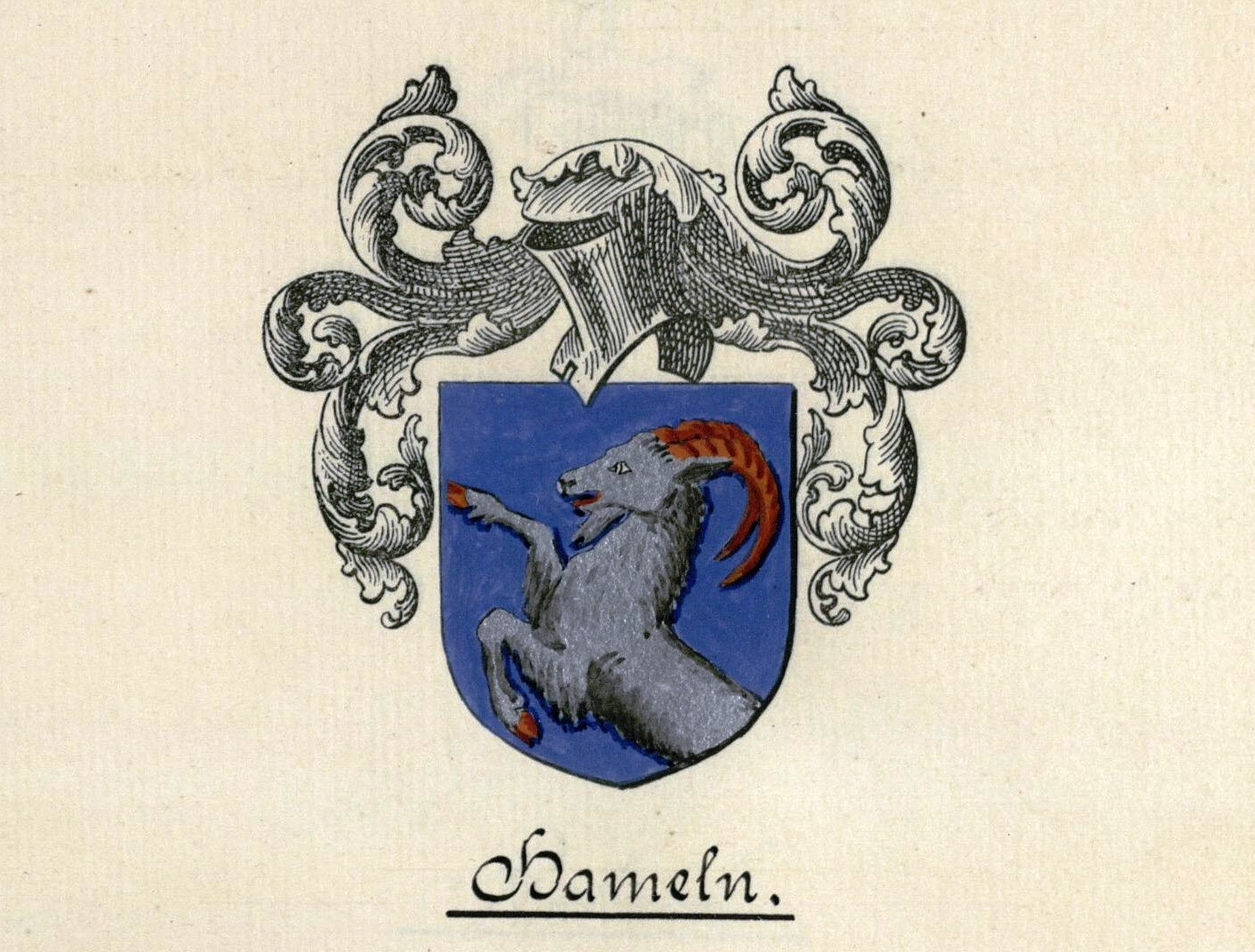
Wappen der Familie von Hameln

Über einen Zeitraum von etwa 300 Jahren, vom Ursprung der Bibliothek unter Magister Jordanus um 1309 bis zum Ende des 16. Jahrhunderts, wuchs der Bestand an Handschriften, Inkunabeln etc. durch Zukäufe und Schenkungen.
Die bedeutendste und umfangreichste Schenkung war die des Braunschweiger Stadtschreibers Gerwin von Hameln. Sie markiert gleichzeitig den Höhepunkt der Geschichte der Liberei. Gerwin entstammte einer angesehenen Braunschweiger Familie, die seit Anfang des 14. Jahrhunderts als Bürger und Hausbesitzer zunächst in der Altstadt, später auch in anderen Teilen der Stadt, belegt ist. 1438, im Alter von etwa 23 Jahren, wurde Gerwin Stadtschreiber des Gemeinen Rates und damit höchster Beamter der Stadt. Er bekleidete diese Position über einen Zeitraum von mehr als 50 Jahren. Etwa 80-jährig verfasste er 1494 sein noch heute erhaltenes Testament und schloss dieses am 23. September 1495 ab. Er hinterließ darin „myne liberie to sunte Andrease“ ausdrücklich „als ewigen Besitz“ seine Sammlung von 336 Büchern und Handschriften. Umfang und Qualität dieser Sammlung waren für das ausgehende 15. Jahrhundert auch über die Grenzen Braunschweigs hinaus außergewöhnlich. Keine der heute bekannten Stadtschreiberbibliotheken des 15. und 16. Jahrhunderts ist mit jener Gerwins von Hameln vergleichbar. Es handelte sich um eine der bedeutendsten Privatbibliotheken jener Zeit.
In Gerwins Testament heißt es:

„Item alle meyne boke, de ik up myne liberie to sunte Andrease gelacht hebbe, der in dem tale iß drehundert unde sesundedrittrich […] Ok moghen dusser liberie unde boeken gebruken darynne to studerende unde to lesende de erliken gelarden personen bynnen Brunswigk wesende darup to ghande, wu, vake unde wan se des begherende sin, geistlick unde wertlick unde sunderliken des ersamen rade to Brunswigk doctores, licentiaten, sindici, prothonotarii unde secretarii.“

„Ebenso alle meine Bücher, die ich in meiner Bücherei zu Sankt Andreas hinterlegt habe, die an der Zahl sind Dreihundert und Sechsunddreißig […] Ferner möge diese Bücherei und die Bücher darin gebraucht werden, um darin zu studieren und zu lesen von ehrbaren/vornehmen gelehrten innerhalb Braunschweigs ansässigen Personen, die dorthin gehen [können], wie, wo und wann sie es möchten, geistliche und weltliche und besonders des ehrsamen Rates zu Braunschweig Doktoren, Lizentiaten, Rechtsgelehrte, Protonotare und Sekretäre.“

Gerwins Sammlung umfasste hauptsächlich theologische, kanonisch- und römischrechtliche Werke, die wegen der großen Anzahl über beide Stockwerke der Liberei verteilt werden mussten. Die Bibliothek war durch die Schenkung dermaßen angewachsen, dass das kleine Gebäude die Bände kaum noch fassen konnte. Im Gegensatz zu den früheren Stiftungen durch Magister Jordanus, der verfügt hatte, dass die Bände lediglich den Priestern der Andreaskirche zur freien Verfügung stünden und der Johannes Embers, der den Nutzerkreis um „alle Priester und ehrwürdigen Personen der Stadt“ erweitert hatte, bestimmte Gerwin von Hameln ausdrücklich, dass seine Familienangehörigen Bände ausleihen durften, was bis dahin niemandem gestattet war und schließlich zum Niedergang der Bibliothek beitrug.
Obwohl der Rat das Testament nicht gelten ließ, hinterlegte er es aber dennoch am 29. Dezember 1496 beim Rat der Neustadt. Warum das Testament nach Auffassung des Rates ungültig sein sollte, ist unbekannt. Gerwin von Hamelns Sammlung blieb indes in der Liberei.

#### Die Liberei im Urteil zeitgenössischer Gelehrter

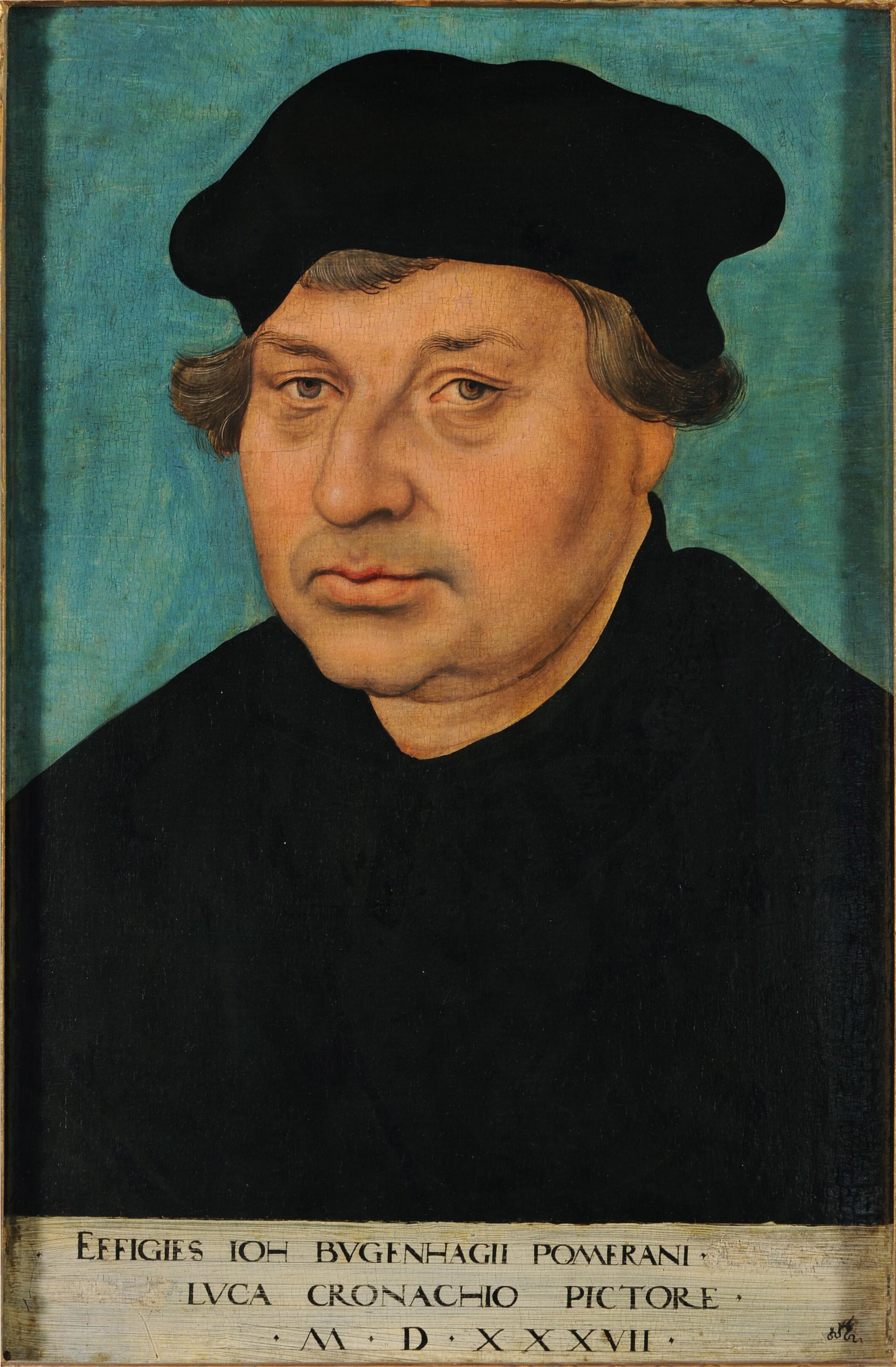
1531 wies Reformator Johannes Bugenhagen in seiner Braunschweiger Kirchenordnung ausdrücklich auf die Liberei als Quelle des Wissens hin.

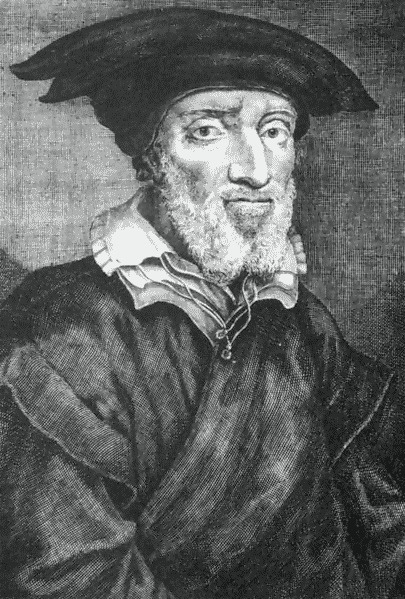
Der Theologe Matthias Flacius nutzte die Bibliothek um 1555 für seine kirchengeschichtlichen Werke.

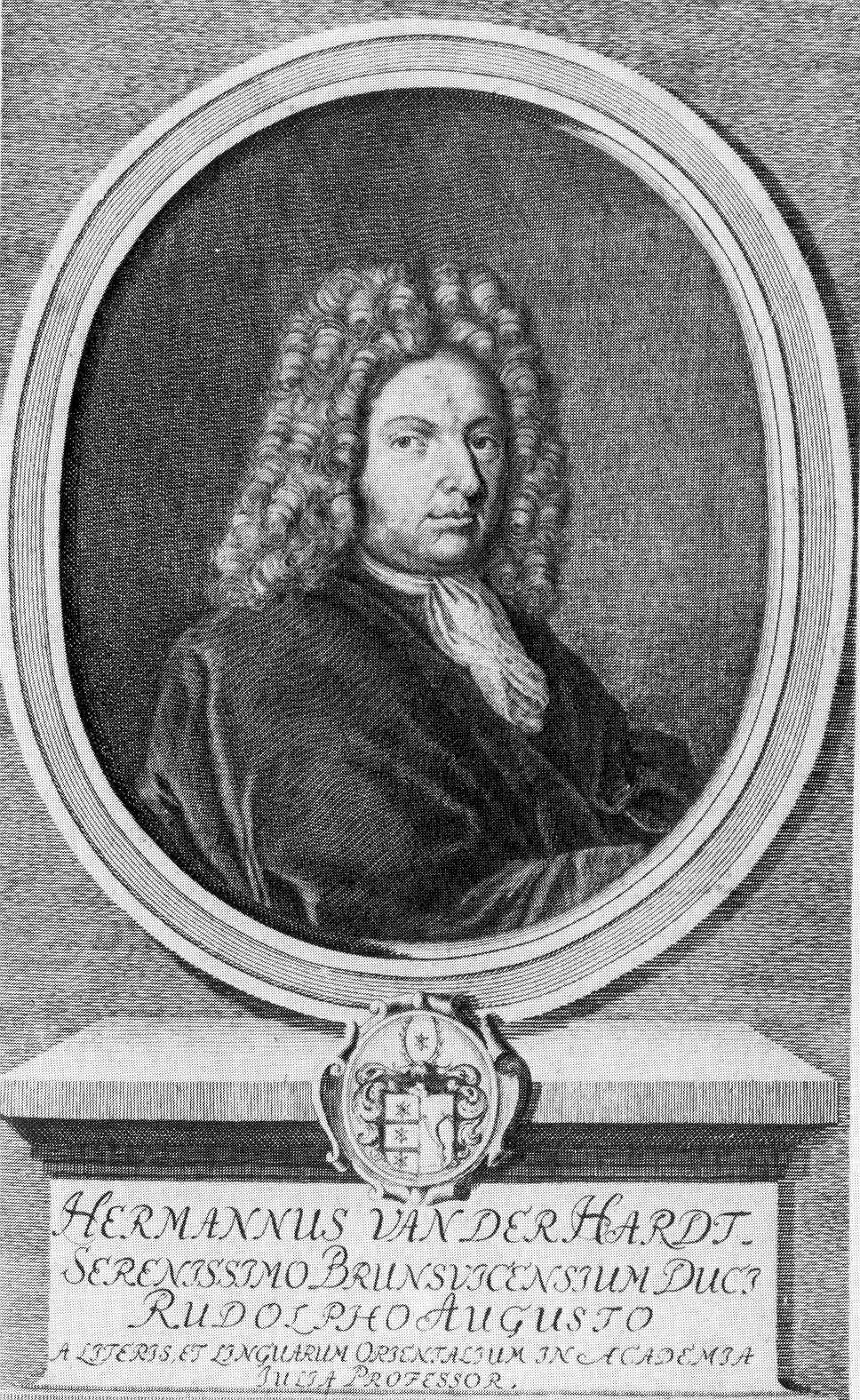
Der Gelehrte Hermann von der Hardt suchte die Liberei um 1700 mehrfach auf und beklagte ihren bedauernswerten Zustand.

Zu einer weiteren, wohl letzten, großen Bücherschenkung kam es 84 Jahre später, 1579. Diesmal stammten die Bände aus dem Nachlass Johannes Alßhausens, Sekretär des Rates der Stadt Braunschweig. In einem Nachlassinventar heißt es dazu:

„… und weil Johan Alßhausenn seliger alle seine buchere, klein und groß, und die tabulas mundi bey seinen lebenn in die lieberey zur kirchenn Andre in Braunschweig gegeben, daruber auch schriftlicher beweiß vonne ihme vorsiegelt vorhandenn […]“

„… und weil der verstorbene Johannes Alßhausen alle seine Bücher, kleine und große, und die Tabula Mundi [Weltkarten] zu Lebzeiten in die Liberei der Andreaskirche in Braunschweig gegeben [hat], worüber auch ein schriftlicher, von ihm be-/versiegelter Beweis vorhanden ist […]“

Die Liberei hatte zu diesem Zeitpunkt bereits den Rang einer bedeutenden Stätte der Forschung und genoss auch über die Grenzen der Stadt hinaus großes Ansehen. Der 1528 in Braunschweig wirkende Reformator Johannes Bugenhagen hatte ihre Bedeutung erkannt und in seiner Braunschweiger Kirchenordnung von 1531 ausdrücklich auf die Liberei als Quelle des Wissens hingewiesen. Schon zu diesem Zeitpunkt scheint aber auch ihr Verfall bereits deutlich spürbar gewesen zu sein, denn Bugenhagen schrieb:

„Die liberey bei St. Andres sol man nit verfallen lassen, sondern lieber mit der Zeit, was gůte buecher sind, mehr darzů verschaffen, sonderlich solche, die nit yedermann zue bezalen hat […]. Diser liberey mit irer zuegehoer sol allen schatzkestenherren in allen pfarren bevolhen sein.“

„Die Liberei bei St. Andreas soll man nicht verfallen lassen, sondern lieber mit der Zeit/nach und nach, mehr der guten Bücher dafür anschaffen, vor allem solche, die nicht jedermann bezahlen kann […]. Diese Liberei mit ihrem Zubehör soll allen Schatzkastenherren in allen Pfarreien anvertraut sein.“

Auch andere Gelehrte haben die Bibliothek genutzt, so um 1555 der protestantische Theologe Matthias Flacius, der ebenfalls feststellte, dass bereits Bücher aus dem Bestand fehlten. Hermann von der Hardt, Professor an der Universität Helmstedt und Bibliothekar an der dortigen Universitätsbibliothek, suchte die Liberei, von ihm „Andreana“ genannt, mehrfach auf, um dort nach Material für seine Arbeiten über die Reformkonzilien von Konstanz und Basel zu suchen. Im Vorwort zum 3. Teil des ersten Bandes seines „Magnum oecumenicum Constantiense concilium“ beschreibt Flacius ausführlich, was er in der Liberei fand. Ihm zur Seite stand Heinrich Weiß, der seit 1691 Pastor von St. Andreas und vormals Bibliothekar des Welfen-Herzogs Rudolf August von Braunschweig-Wolfenbüttel gewesen war. Hardt bezeichnete das, was er vorfand, als „Reliquiae“, also „Überreste“ dessen, was diese Bibliothek einst ausgemacht und ihren Ruhm begründet hatte. Am 22. August 1695 beklagte er in einem Brief an den Herzog den bedauernswerten Zustand von Gebäude und Bibliotheksbestand. Am 13. September 1695 erkundigte sich Hardt beim Herzog: „Wie ist es mit der Andreana zu Braunschweig hergegangen, daraus E. Durchlaucht noch einige gute reliquien errettet?“ Hardt sorgte wohl dafür, dass die Restbestände der Bibliothek zwischen 1702 und 1706 größtenteils in die „Bibliotheca Rudolphea“, die Privatbibliothek Herzog Rudolf Augusts übergingen, die wiederum 1702 in der Bibliothek der Universität Helmstedt und schließlich in der Herzog August Bibliothek in Wolfenbüttel aufgingen. Ein weiterer Teil ist in die Bibliothek der Universität Helmstedt und ein kleinerer Teil des Liberei-Bestandes ist wohl direkt in Hardts eigene Büchersammlung übergegangen. Als 1786 die Bibliothek seines Neffen Anton Julius von der Hardt, ebenfalls Professor in Helmstedt, versteigert wurde, fanden sich in ihr etliche Werke aus dem Besitz Gerwins von Hameln.
1714 schrieb der Universalgelehrte Caspar Calvör an seinen Vater Joachim Calvör, Pfarrer an St. Andreas, über die Liberei:

„Letztens vor der Reformation haben darin Secular-Priester und Vicarii als in einem Collegiat-Hause gewohnet und haben sich der ungeheuern großen Bücher, so an Ketten auf der hart daran situirten Liberey oder alten Bibliothec verschlossen liegen, gebrauchet.“

### Niedergang

#### Bausubstanz
In den Jahrzehnten nach der Alßhausenschen Schenkung von 1579 wurden die Nachrichten über die Liberei allmählich spärlicher. Meist ging es nun um Streitigkeiten zwischen den Nachkommen Gerwins von Hameln und dem Rat der Neustadt sowie den Alterleuten der Andreaskirche, wer für den Unterhalt des Gebäudes sowie für Pflege und Sicherung des Bibliotheksbestandes aufzukommen habe.

Foto von 1893: Blick in die Kröppelstraße. Im Zentrum des Bildes ist die Liberei zu erkennen, die in der Bildbeschreibung irrtümlich als „Backsteinkapelle“ bezeichnet wird.

Zum Universalerben und Testamentsvollstrecker hatte Gerwin von Hameln seinen Neffen Gerwin Wittekop († 1510) eingesetzt. Dieser war Großer Bürgermeister des Weichbildes Hagen, das unmittelbar östlich an die Neustadt grenzt. Einer dessen Enkel war wiederum Heinrich Wittekop († 1608), Ratsherr der Neustadt. Durch ihre besondere Stellung in der Stadt betrachteten Gerwins Nachfahren sowohl das Gebäude als auch die darin befindliche Bibliothek als ihren Familienbesitz. Dies führte über viele Jahre wiederholt zu Streitigkeiten. So wurden seitens des Neustadtrates mehrfach Versuche unternommen, die Liberei anderweitig zu nutzen: 1585 beabsichtigte der Rat, das Gebäude in zwei Lakenmacherhäuser umzuwandeln, was aber von Heinrich Wittekop verhindert werden konnte. Am 27. März 1587 beschwerte sich Wittekop schriftlich in barschem Ton, dass sowohl die Prediger der Andreaskirche, als auch Bürgermeister und Kämmerer der Neustadt „undankbar“ seien und sich „schamlos“ an der Stiftung „versündigten“. Um 1600 sollte direkt an die Liberei grenzend eine Latrine eingerichtet werden, was nach Meinung Wittekops nicht nur gegen die Bauvorschriften der Stadt verstoße, sondern die weitere Nutzung der Bibliothek aufgrund der Geruchsbelästigung unmöglich mache.
Diese anhaltenden Streitigkeiten, zuletzt Ende 1602 wegen (angeblich mutwillig) zerbrochener Fensterscheiben und daraufhin eindringenden Regenwassers, eskalierten schließlich: Der Rat forderte die Familie Wittekop am 22. Dezember 1602 ultimativ auf, die entstandenen Schäden bis Ende des Jahres zu beheben. Nachdem man die Frist ohne der Aufforderung nachzukommen hatte verstreichen lassen, legte der 76-jährige Heinrich Wittekop am 4. Januar 1603 Widerspruch ein und wies gleichzeitig jede Schuld und Verpflichtung zurück. Daraufhin wurde der Familie Wittekop schließlich das Patronatsrecht an der Liberei entzogen. In der Folgezeit scheint die Liberei sogar einige Jahre geschlossen gewesen zu sein. Nach Wittekops Tod versuchten dessen Nachkommen nochmals 1609 Ansprüche geltend zu machen, wurden dann aber endgültig abgewiesen. Da sich infolge der Streitigkeiten niemand für den Unterhalt von Bauwerk und Bibliothek verantwortlich fühlte, wurde die Liberei allmählich derart baufällig, dass sie schließlich um das Jahr 1700 an den Rat der Neustadt fiel.
1753 wurden die Restbestände der Bibliothek ausgeräumt. Anschließend diente das Bauwerk zunächst als Waschhaus, später als Pfarrwitwenhaus. Erst 1862 wurde es durch Stadtbaumeister Carl Tappe restauriert. Danach richtete die Andreaskirche dort ihre Registratur ein. Um 1941 diente das Gebäude nur noch als Aufbewahrungsort für Gartengeräte.

#### Bestandsverluste

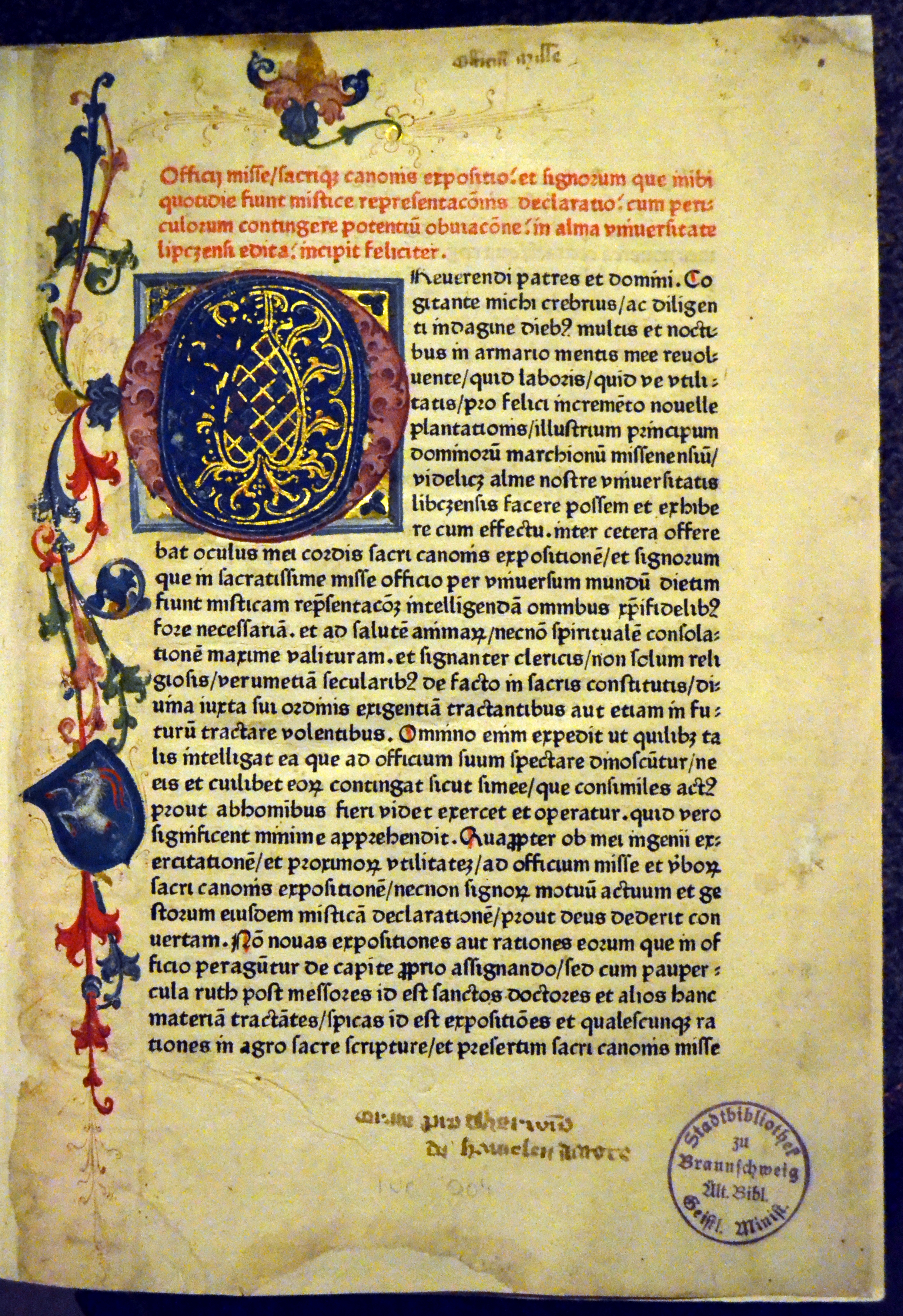
Erste Seite einer Inkunabel (vor 1474) aus der Bibliothek Gerwins von Hameln. Am linken Rand ist sein Familienwappen zu sehen und am unteren Rand der handschriftliche Zusatz Orate pro Gherwino de Hamelen datore. Der Band befindet sich heute in der Stadtbibliothek Braunschweig.

Die Schenkung Gerwins von Hameln war gleichzeitig Höhe-, aber auch Wendepunkt der Bedeutung der Liberei. Schon bald nach dem Tode Gerwins begann ihr allmählicher Niedergang. Obwohl man sich in Braunschweig der Bedeutung der Bibliothek in Gelehrtenkreisen auch außerhalb der Stadtgrenzen bewusst war, wurden Pflege und Schutz von Gebäude und Sammlung versäumt. Auch führte gerade die Bekanntheit des Buchbestandes dazu, dass es über Jahrzehnte hinweg zu schleichenden Verlusten durch Diebstähle kam, da die Bücher weiterhin öffentlich zugänglich waren. So stahlen andere Büchersammler Werke für ihre eigenen Bibliotheken, oder es wurden Bände entwendet, weil das darin enthaltene Papier bzw. Pergament weiter verwendet werden konnte.
Wie groß der Gesamtbestand an Handschriften war, ist unbekannt, da etliche Werke bereits zu Lebzeiten Embers und seiner Nachfolger verloren gingen, während gleichzeitig Neuerwerbungen hinzukamen. Herbst nennt „etwa 400 Bände, davon einen großen Teil in Folioformat“. Nach dem Tode Johann Embers verwaltete zunächst dessen Nachfolger Quirre den Nachlass Embers, auch war er für die Betreuung der Bibliothek zuständig. Aus Quirres Zeit (1423–1463) ist zur Geschichte der Liberei fast nichts überliefert. Er scheint auch der Letzte gewesen zu sein, der, wie seine Amtsvorgänger, eine Kautionsurkunde bei der Übernahme unterzeichnen musste. Von Ember übernahm er einen Bestand von 52 Bänden. Die Bestandsliste, die Quirre unterzeichnete, stellt heute das jüngste Bibliotheksverzeichnis dar. Das Original ist als „Sunte Andreases Bok“ erhalten. Der Vergleich der Inventare zu Embers Zeiten und der Liste, die Quirre bei seinem Amtsantritt Anfang 1424 aufstellte, macht deutlich, dass bereits zu diesem Zeitpunkt Werke fehlten. Zudem sind Quirres Angaben oft ungenau oder sogar falsch. Häufig fehlen z. B. beigebundene Werke.
Gerwin von Hameln hatte seinen Nachkommen 1496 testamentarisch ein Sonderrecht eingeräumt: Sie hatten das alleinige Recht, Bände auszuleihen. Ein Recht, das bis dahin lediglich ein Mal eingeräumt worden war, nämlich für Johann Ember, der sich dieses Recht als Stifter ausbedungen hatte.
Im Jahre 1753 erließ Herzog Karl I. von Braunschweig-Wolfenbüttel eine Verordnung, wonach sämtliche Kirchenbibliotheken der Stadt Braunschweig aufzulösen seien, um ihre Bestände in die Bibliothek des Geistlichen Ministeriums bei der Brüdernkirche zusammenzuführen. Damit löste Karl I. die Liberei faktisch auf.

### Erhaltene Restbestände der Liberei

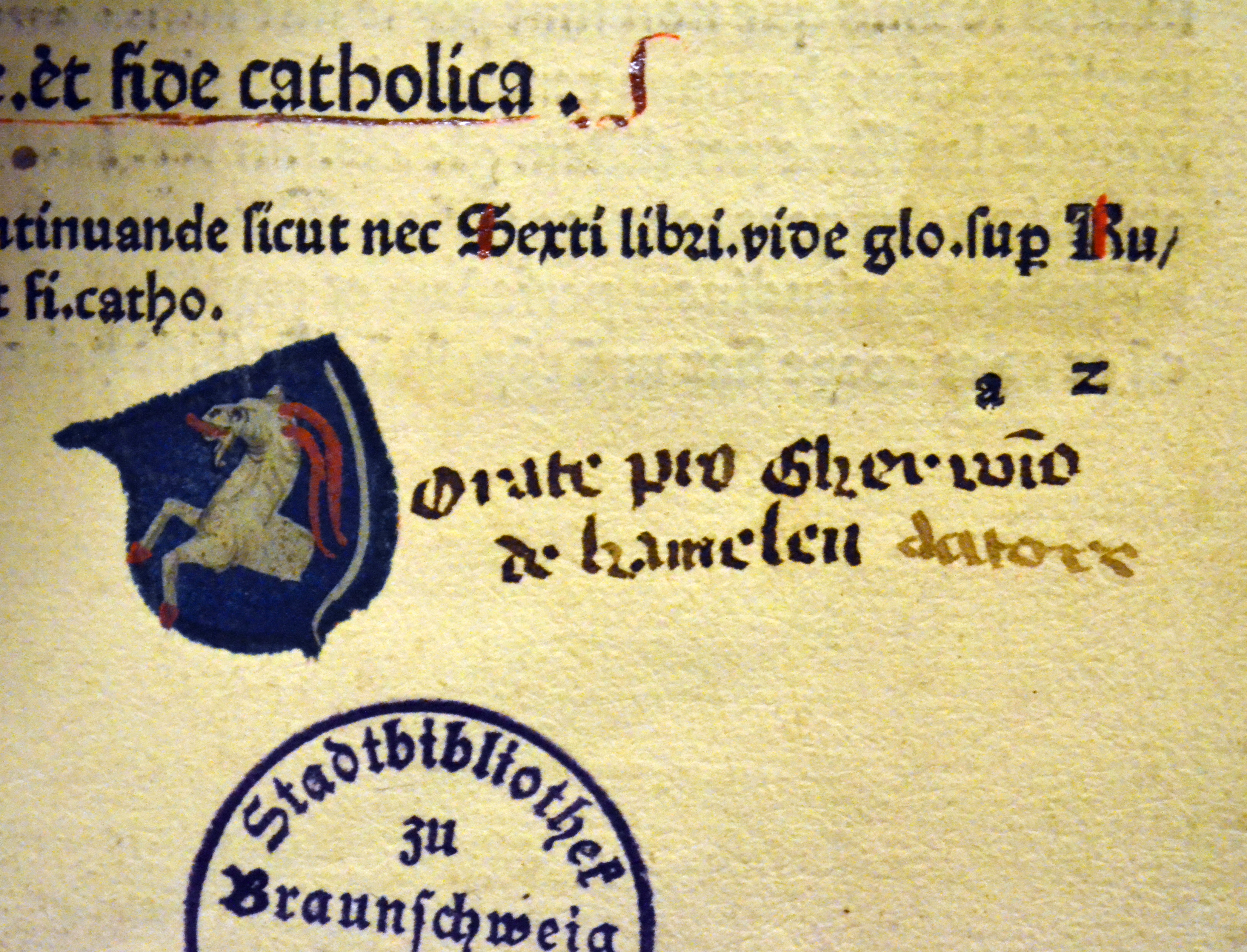
„Orate pro Gherwino de hamelen datore“ (Betet für Gerwin von Hameln, den Schenker), Familienwappen und Stempel der Stadtbibliothek Braunschweig, in der sich das Werk heute befindet

Da es keine verlässlichen Zahlen zum Gesamt-, geschweige denn Restbestand der Liberei gibt, kann heute fast nur der verbliebene Bestand an Bänden Gerwins von Hameln untersucht werden. Nach heutigem Forschungsstand sind von den 336 Bänden Gerwins aus dem Jahre 1495 noch 137 (41 %) erhalten. Sie befinden sich zu größeren Teilen in der Stadtbibliothek Braunschweig sowie der Herzog August Bibliothek in Wolfenbüttel. Geringere Bestände sind in der Niedersächsischen Staats- und Universitätsbibliothek Göttingen, der Württembergischen Landesbibliothek in Stuttgart, der Badischen Landesbibliothek in Karlsruhe und in der Anhaltischen Landesbücherei in Dessau-Roßlau.
Bände aus der Sammlung Gerwins von Hameln lassen sich aufgrund individueller Merkmale eindeutig zuordnen. So ist der Schnitt beschriftet, und alle sind mit dem Familienwappen gekennzeichnet, „… das auf blauem Grunde einen halben nach links ansteigenden weißen Steinbock mit roter Zunge, roten Hörnern und Hufen zeigt. Daneben steht allemal von seiner Hand: Orate pro Gherwino de Hamelen d[on]atore. [Betet für Gerwin von Hameln, den Schenker.]“. Das Wappen befindet sich jeweils auf der ersten Seite, gelegentlich auch auf dem Vorsatz oder dem Titelblatt. Darüber hinaus finden sich in vielen Bänden Randbemerkungen von Gerwin, wie „perlegi“ („gelesen“) oder „perlegi totum librum“ („das ganze Buch gelesen“).

### Kriegsschäden und Restaurierung

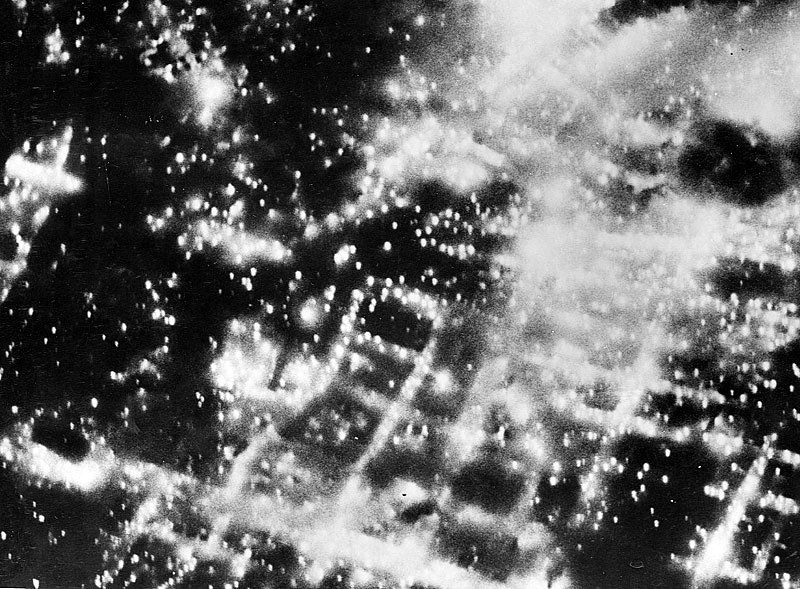
Die brennende Braunschweiger Innenstadt nach dem Bombenangriff vom 15. Oktober 1944

Im Zweiten Weltkrieg wurde die Braunschweiger Innenstadt, zu der auch die Neustadt gehört, durch die zahlreichen Luftangriffe der Royal Air Force und der United States Army Air Forces großflächig zerstört. Die Liberei wurde insbesondere durch die Bombardements vom 10. und 15. Februar 1944 schwer beschädigt. Das Bauwerk brannte aus, die Gewölbe stürzten ein, das Satteldach brannte ab, beide Giebel wurden schwer beschädigt, wobei Teile des Südgiebels auf die Kröppelstraße stürzten.
Angesichts der schweren Gebäudeschäden machten Denkmalschützer kurz nach Kriegsende den Vorschlag, lediglich den Nordgiebel zu belassen und den schwer in Mitleidenschaft gezogenen Südgiebel sowie die ebenfalls beschädigten Seitenwände unter Verwendung anderer Materialien wiederherzustellen. Dieser Vorschlag wurde jedoch aufgrund der historischen Bedeutung des Gebäudes nicht umgesetzt. 1947 gelang es zunächst, den Bestand des Bauwerks zu sichern. Das äußere Erscheinungsbild der einstigen Bibliothek konnte aber erst 1963/64 in vereinfachter Form wiederhergestellt werden. Erst zu diesem Zeitpunkt waren Ziegeleien technisch wieder in der Lage, die Formsteine herzustellen und zu glasieren. Die Innenraumrestaurierung konnte dank privater Spenden, aber auch öffentlicher Geldmittel, 1984/85 vorgenommen werden, wobei auch wieder eine Außentreppe – diesmal aus Stahl – an der Nordseite errichtet wurde, um in das Innere gelangen zu können.
In den Jahren darauf wurde die Liberei gelegentlich von Jugendgruppen oder für Sitzungen des Kirchenvorstands genutzt. Auch Kunstaktionen und kleinere Feiern fanden in den Räumlichkeiten statt. Die ursprünglich geplante Einrichtung eines Steinmuseums konnte wegen Geldmangels bisher nicht umgesetzt werden.